# Batalha de Grocka
A Batalha de Grocka ocorreu entre a Áustria e o Império Otomano em 21 de julho - 22 de julho de 1739, em Grocka, Belgrado. Os turcos foram os vitoriosos e tomaram a cidade de Belgrado. A batalha fez parte das Guerras Otomanos-Habsburgos.
Embora numericamente muito inferiores, os austríacos tinham ordens diretas do imperador Carlos VI para enfrentarem o inimigo na primeira oportunidade. Na manhã de 21 de julho teve início a batalha, e durou todo o dia. As forças otomanas, mais bem preparadas e numericamente superiores ao seu adversário, pretendiam retornar à luta no dia seguinte, porém os austríacos decidiram retirar-se durante a noite. No entanto, os otomanos os perseguiram no dia seguinte e os austríacos foram forçados a se render.